# Pteromalus euurae
Pteromalus euurae är en stekelart som beskrevs av Askew 1995. Pteromalus euurae ingår i släktet Pteromalus och familjen puppglanssteklar.
Artens utbredningsområde är:
- Österrike.
- Tyskland.
- Schweiz.

Inga underarter finns listade i Catalogue of Life.